# Columbia (Virginia)
Columbia es una localidad del Condado de Fluvanna, Virginia, Estados Unidos. Según el censo de 2000 tenía una población de 49 habitantes y una densidad de población de 94.6 hab/km².

## Demografía
Según el censo de 2000, había 49 personas, 18 hogares y 12 familias residiendo en la localidad. La densidad de población era de 94,6 hab./km². Había 22 viviendas con una densidad media de 42,5 viviendas/km². El 63,27% de los habitantes eran blancos, el 28,57% afroamericanos y el 8,16% pertenecía a dos o más razas. El 4,08% de la población eran hispanos o latinos de cualquier raza.
Según el censo, de los 18 hogares en el 27,8% había menores de 18 años, el 66,7% pertenecía a parejas casadas, el 5,6% tenía a una mujer como cabeza de familia y el 27,8% no eran familias. El 16,7% de los hogares estaba compuesto por un único individuo y el 11,1% pertenecía a alguien mayor de 65 años viviendo solo. El tamaño promedio de los hogares era de 2,72 personas y el de las familias de 3,23.
La población estaba distribuida en un 22,4% de habitantes menores de 18 años, un 6,1% entre 18 y 24 años, un 20,4% de 25 a 44, un 44,9% de 45 a 64 y un 6,1% de 65 años o mayores. La media de edad era 48 años. Por cada 100 mujeres había 69,0 hombres. Por cada 100 mujeres de 18 años o más, había 72,7 hombres.

## Geografía
Según la Oficina del Censo de los Estados Unidos, la localidad tiene un área total de 0,5 km², todos ellos correspondientes a tierra firme.